# Gärungsdyspepsie
Die Gärungsdyspepsie oder Gärungsenterokolitis wurde bis vor wenigen Jahren als Sonderform einer Verdauungsstörung („Dyspepsie“) gesehen. Dabei wurden die Beschwerden durch einen mangelhaften Abbau von Kohlenhydraten im oberen Dünndarmbereich und eine daraus resultierende verstärkte bakterielle Gärung durch gasbildende Bakterien in tieferen Darmabschnitte (Dünn- und Dickdarm) und damit an unphysiologischer Stelle erklärt.
Allerdings wird der Begriff heute großteils als veraltet bezeichnet.

## Symptomatik
Die Gärungsdyspepsie führt zu Oberbauchbeschwerden, vermehrter Peristaltik, Darmgeräuschen, Blähungen und Gasbildung (Meteorismus / Flatulenz) und Durchfällen, die als Gärungsstühle bezeichnet werden und säuerlich übelriechend, breiig oder flüssig und aufgrund der mit freiem Auge sichtbaren Gasbläschen schaumig sein können.

## Ursachen
Eine Ursache kann in einer vermehrten Peristaltik gefunden werden, die die Verdauung von Kohlenhydraten hindert. Auch Entzündungen des Darmes können eine Ursache sein. Eine andere Ursache kann ein Mangel an Magensäure sein, aber auch der Konsum von unreifem Obst.

## Behandlung
Wird ein spezieller Grund für die Verdauungsprobleme gefunden, z. B. Laktoseintoleranz, so richtet sich die Behandlung danach. Wird kein spezifischer Grund gefunden, helfen eventuell Mittel, die allgemein bei Verdauungsbeschwerden empfohlen werden, wie etwa Kümmel- oder Ingwerextrakte. Möglich ist auch, ein Ernährungstagebuch zu führen, um feststellen zu können, nach welchen Speisen das Problem besonders stark auftritt und diese dann zu vermeiden.